# Kenneth al II-lea al Scoției
Cináed mac Maíl Coluim, cunoscut sub numele de Kenneth al II-lea (n. 932 d.Hr. – d. 995 d.Hr., Fettercairn⁠(d), Aberdeenshire, Scoția, Regatul Unit) a fost regele Scoției (Alba). El a fost fiul lui Malcolm I și l-a succedat pe regele Culen al Scoției după ce a fost asasinat de Amdarch de Strathclyde în 971.
Cronica regilor din Alba afirmă că acesta a jefuit imediat regiunea Strathclyde. Infanteria lui Kenneth a fost ucisă într-un măcel în Moin Uacoruar. Cronicile afirmă că acesta a jefuit de trei ori Northumbria, prima dată la Stainmore, apoi la Cluiam și ultima dată pe râul Dee din Chester.
În 973, Cronica Melrose raportează că Kenneth împreună cu Mael Coluim I, regele Strathclyde, cu Maccus, regele mai multor insule, precum și cu alți regi din Țara Galilor și Norse, au venit la Chester să recunoască suzeranitatea regelui englez Edgar cel Pașnic. Se poate ca Edgar să-și fi reglementat atunci frontiera dintre ținuturile sudice ale regatului Alba și terenurile din nord ale regatului său englez. Cumbria era engleză, la frontiera de vest era Solway. În est, frontiera era undeva în Lothian, la sud de Edinburgh.
Dușmăniile de moarte au persistat de la moartea regelui Indulf, între urmașii lui și familia lui Kenneth. În 977, Analele Ulster raportează că "Amlaíb mac Iduilb (fiul lui Indulf), regele Scoției, a fost ucis de Kenneth. Analele Tigernach spun clar numele ucigașului: Cináed Mail Mac Coluim sau Kenneth al II-lea. Astfel, pentru o perioadă scurtă de timp, Kenneth a fost detronat de fratele regelui anterior.
Adam din Bremen spune că Sweyn Forkbeard a găsit exil în Scoția, însă dacă acesta a fost cu Kenneth sau cu alt rege Scoțian, este necunoscut. De asemenea, la acel moment, Saga Njal și alte surse povestesc războaiele dintre scoțieni și nordici, acesta fiind probabil războaiele dintre Sigurd Hlodvisson, Conte de Orkney și Mormaer sau regii din Moray.
Kenneth a fost ucis în 995, Analele Ulster raportând că a avut loc prin fraudă și Analele Tigernach spun că acesta a fost ucis de supușii săi. Unele surse de mai târziu, cum ar fi Cronica de Melrose, oferă mai multe detalii. Cea mai simplă idee acceptată este aceea că Kenneth a fost ucis de oamenii lui Fettercairn, prin trădarea lui Finnguala, fiica lui Cuncar, fiind o răzbunare pentru uciderea singurului ei fiu.